# David Plummer
David Plummer (n. 9 octombrie 1985, Norman, Oklahoma, SUA) este un înotător american, medaliat olimpic. A participat la o ediție a Jocurilor Olimpice (2016) în care a câștigat o medalie de bronz.

## Participări
Lista de mai jos prezintă principalele competiții la care a participat David Plummer de-a lungul carierei.
- Natação nos Jogos Olímpicos de Verão de 2016 - 100 m costas masculino[*]